# Actias dictynna
Actias dictynna är en fjärilsart som beskrevs av Walker 1855. Actias dictynna ingår i släktet månspinnare, och familjen påfågelspinnare. Inga underarter finns listade i Catalogue of Life.